# Liste der denkmalgeschützten Objekte in Ampass
Die Liste der denkmalgeschützten Objekte in Ampass enthält die 12 denkmalgeschützten, unbeweglichen Objekte der Gemeinde Ampass.

## Denkmäler
| Foto |                 | Denkmal | Standort                                           | Beschreibung | Metadaten |
| ---- | --------------- | --- | -------------------------------------------------- | --- | --- |
| ja   | Datei hochladen | Kath. Filialkirche hl. Veit und ehem. Friedhofsfläche HERIS-ID: 55257 Objekt-ID: 63841 TKK: 51071               | Dorfweg Standort KG: Ampaß                         | Die spätgotische Kirche wurde von der Haller Bauhütte errichtet und 1521 geweiht. Der dreijochige, schlichte Bau weist einen dreiseitig geschlossenen Chor und einen Nordturm mit Giebelspitzhelm auf. Der Innenraum ist mit einem Netzrippengewölbe mit spätgotischer Rankenmalerei und gemalten Wappen von 1521 versehen. | BDA-Hist.: Q38064339 Status: § 2a Stand der BDA-Liste: 2025-06-30 Name: Kath. Filialkirche hl. Veit und ehem. Friedhofsfläche GstNr.: 85, .4                        |
| ja   | Datei hochladen | Bildstock hl. Johannes Nepomuk HERIS-ID: 107709 Objekt-ID: 125067 TKK: 51080                                    | Haller Innbrücke 3, in der Nähe Standort KG: Ampaß | Die qualitätsvolle polychrome Holzfigur des hl. Johannes Nepomuk stammt aus dem 19. Jahrhundert und steckt nahe der Haller Innbrücke in einem erneuerten, hölzernen Bildstock. | BDA-Hist.: Q37810948 Status: § 2a Stand der BDA-Liste: 2025-06-30 Name: Bildstock hl. Johannes Nepomuk GstNr.: 1330                                                 |
| ja   | Datei hochladen | Ansitz Taschenlehen HERIS-ID: 38982 Objekt-ID: 38658 TKK: 51127                                                 | Haller Innbrücke 17 Standort KG: Ampaß             | Der Ansitz Taschenlehen liegt auf einer leichten Anhöhe südöstlich der Haller Innbrücke. Der Baukern stammt vom Ende des 15. Jahrhunderts, in der 1. Hälfte des 17. Jahrhunderts wurde der Ansitz barockisiert, 1609–1628 durch den Ausbau der zum südlich gelegenen Wirtschaftsgebäude führenden Nebentrakte zu einer Hofanlage mit Holzgalerien erweitert. 1696 wurde ein pagodenartiger Aufbau auf dem Haupthaus mit Umgang und eingeschweiftem Helm errichtet. Seit 1694 trägt der Ansitz den heutigen Name, davor wurde er Lehen in der Achleite genannt. Um 1835 erfolgte der Ausbau des Westtraktes mit gedecktem Hof über der Einfahrt. Im Obergeschoß ein barocker Festsaal. | BDA-Hist.: Q37986029 Status: Bescheid Stand der BDA-Liste: 2025-06-30 Name: Ansitz Taschenlehen GstNr.: .42                                                         |
| ja   | Datei hochladen | Hauskapelle Ansitz Taschenlehen HERIS-ID: 107662 Objekt-ID: 125015 TKK: 51128                                   | bei Haller Innbrücke 17 Standort KG: Ampaß         | Die zwischen Ansitz Taschenlehen und Wirtschaftsgebäude eingebundene Kapelle wurde im Zuge der Erweiterungsphase des Haller Damenstiftes zwischen 1609 und 1628 errichtet. Es handelt sich um einen zweigeschoßigen Kapellenbau mit dreiseitigem Chorschluss und gemauertem Giebelreiter mit Zeltdach. | BDA-Hist.: Q37810856 Status: Bescheid Stand der BDA-Liste: 2025-06-30 Name: Hauskapelle Ansitz Taschenlehen GstNr.: .42                                             |
| ja   | Datei hochladen | Ehem. Ansitz Schwanenfeld/Stachler HERIS-ID: 38984 Objekt-ID: 38660 TKK: 51090                                  | Häusern 10 Standort KG: Ampaß                      | Das heute als Wohnhaus eines Bauernhofs genutzte Gebäude geht ins 16. und 17. Jahrhundert zurück und diente als Sommersitz der geadelten Haller Handwerksfamilie Wallpach. Der zweigeschoßige Bau weist eine unregelmäßige Achsengliederung und Eckerker unter einem allseits vorkragenden Pfettendach auf. Die Fassade ist mit Fenster- und Türfaschen gegliedert. Im Inneren haben sich ein gratiger, stichkappengewölbter breiter Erdgeschoßflur und eine stichkappengewölbte Küche erhalten. | BDA-Hist.: Q37986060 Status: Bescheid Stand der BDA-Liste: 2025-06-30 Name: Ehem. Ansitz Schwanenfeld/Stachler GstNr.: .62                                          |
| ja   | Datei hochladen | Glockenturm HERIS-ID: 85178 Objekt-ID: 99367 TKK: 51070                                                         | Kirchweg Standort KG: Ampaß                        | Der Glockenturm wurde 1739 für eine 1717 von Johann Paul Schellener in Hötting gegossene Glocke errichtet. Der gedrungene Bau weist einen Zwiebelhelm und eine gemauerte, korbbogige Vorhalle auf. Im Erdgeschoß befindet sich eine Kapelle mit Stichkappengewölbe und Deckenbildern, die um 1740 geschaffen wurden und Josef Ignaz Mildorfer zugeschrieben werden. Gemalte Altararchitektur umgibt ein Mariahilfbild in stuckierter Rahmung. | BDA-Hist.: Q38184762 Status: § 2a Stand der BDA-Liste: 2025-06-30 Name: Glockenturm GstNr.: .2 Glockenturm Ampass                                                   |
| ja   | Datei hochladen | Kath. Pfarrkirche hl. Johannes der Täufer und Friedhof HERIS-ID: 55256 Objekt-ID: 63840 TKK: 51059              | westlich Kirchweg 9a Standort KG: Ampaß            | Die spätgotische Kirche wurde 1574 erbaut und 1744 barockisiert. An das vierjochige, durch Strebepfeiler gegliederte Langhaus schließt ein zweijochiger Chor mit dreiseitigem Chorschluss an. Der Nordturm ist mit einer barocken Zwiebelhaube gedeckt. An der Westfassade befindet sich ein mehrfach gekehltes Rundbogenportal mit einer Eisenplattentür, darüber ein Wandbild des hl. Johannes des Täufers von Wolfram Köberl von 1955, an der Chorsüdseite ein Christophorusfresko aus der ersten Hälfte des 16. Jahrhunderts. Der Innenraum weist eine Stichkappentonne, Pilastergliederung, Rokokostuck sowie Deckenmalereien von Johann Michael Strickner von 1744 auf.         | BDA-Hist.: Q38064330 Status: § 2a Stand der BDA-Liste: 2025-06-30 Name: Kath. Pfarrkirche hl. Johannes der Täufer und Friedhof GstNr.: .1 Pfarrkirche Ampass        |
| ja   | Datei hochladen | Neuer Friedhof mit Kapellen HERIS-ID: 85185 Objekt-ID: 99375 TKK: 51067, 51066, 51068, …                        | westlich Kirchweg 9a Standort KG: Ampaß            | Der neue Friedhof wurde um 1987 südöstlich unterhalb der Pfarrkirche angelegt und ist mit dem alten Friedhof über einen Stiegenaufgang mit tabernakelartigen Steinlaternen verbunden. In der Anlage befinden sich eine sechseckige gemauerte Totenkapelle mit Walmdach über Hohlkehle und geschwungener Eingangsseite auf Steinsäulen, eine gemauerte Nischenkapelle mit Kruzifix in Formen des 19. Jahrhunderts sowie eine gemauerte Nischenkapelle mit einem von Siegfried Obleitner 1988 geschaffenen Keramikrelief des Auferstandenen. | BDA-Hist.: Q38184782 Status: § 2a Stand der BDA-Liste: 2025-06-30 Name: Neuer Friedhof mit Kapellen GstNr.: 18                                                      |
| ja   | Datei hochladen | Bildstock am Burgsteig HERIS-ID: 85203 Objekt-ID: 99393 TKK: 51081                                              | westlich Kirchweg 9a Standort KG: Ampaß            | Der gotisierende Bildstock mit viereckigem Tabernakelaufsatz stammt vom Ende des 17. Jahrhunderts. In den Aufsatznischen Bilder von Carl Rieder aus dem Jahre 1936. | BDA-Hist.: Q38184792 Status: § 2a Stand der BDA-Liste: 2025-06-30 Name: Bildstock am Burgsteig GstNr.: 19                                                           |
| ja   | Datei hochladen | Widum HERIS-ID: 55255 Objekt-ID: 63839 TKK: 51072                                                               | Kirchweg 11 Standort KG: Ampaß                     | Das im Kern spätgotische, 1674 barock erweiterte Widum ist von einer Umfassungsmauer mit barockem, von Steinkugeln besetzten Portal umgeben. Die Fassade des zweigeschoßigen Gebäudes ist mit einem geschwungenen Blendgiebel, einem zweifach gekehltem Rundbogenportal, teilweise profilierten Fenstergewänden, barocker Architekturmalerei und einem Giebelreiter gestaltet. Der eingezogene Südosttrakt weist Eckerker und in der Mitte einen polygonal hervorspringenden Kapellenanbau auf. Im Inneren haben sich ein Keller mit einer Mittelsäule aus Haustein, eine gotische Balkendecke sowie ein Saal mit Fächergewölbe und intarsierter Portalrahmung erhalten.              | BDA-Hist.: Q38064321 Status: § 2a Stand der BDA-Liste: 2025-06-30 Name: Widum GstNr.: .3, 11, 89/1                                                                  |
| ja   | Datei hochladen | Prähistorisch-frühgeschichtlicher Siedlungs- und Kultplatz am Palmbühel HERIS-ID: 107732 Objekt-ID: 125092 TKK: | Palmbühel/Kirchbühel Standort KG: Ampaß            | Die markante, strategisch günstig gelegene Kuppe des Palmbühels/Kirchbühels war vermutlich von der Bronzezeit bis in die römische Kaiserzeit besiedelt, worauf zahlreiche Funde von Schmuck- und Gebrauchsgegenständen aus Metall und Keramik sowie von Gräbern hindeuten. | BDA-Hist.: Q37811002 Status: Bescheid Stand der BDA-Liste: 2025-06-30 Name: Prähistorisch-frühgeschichtlicher Siedlungs- und Kultplatz am Palmbühel GstNr.: 7, 20/1 |
| ja   | Datei hochladen | Sonnenkapelle HERIS-ID: 45347 Objekt-ID: 46640 TKK: 51082                                                       | nördlich Haller Innbrücke 9b Standort KG: Ampaß    | Die offene barocke Wegkapelle an der alten Straße von Hall nach Ampass stammt aus der 2. Hälfte des 18. Jahrhunderts. Annähernd quadratischer Mauerbau mit rundem Chorschluss. Die offene Vorhalle ruht auf zwei marmornen Rundsäulen, das Dach ist leicht eingezogen und geschweift, seitlich befindet sich je ein Rechteckfenster mit Karniesbogenabschluss. Im Bogenfeld über dem Schmiedeeisengitter barockes Wandbild des Anderl von Rinn. Der Innenraum ist tonnengewölbt. | BDA-Hist.: Q38015263 Status: Bescheid Stand der BDA-Liste: 2025-06-30 Name: Sonnenkapelle GstNr.: .90                                                               |

## Ehemalige Denkmäler
| Foto |                 | Denkmal                                              | Standort                                  | Beschreibung | Metadaten |
| ---- | --------------- | ---------------------------------------------------- | ----------------------------------------- | --- | --- |
| ja   | Datei hochladen | Mariahilf-Fresko Objekt-ID: 38661 TKK: 51122bis 2016 | bei Haller Innbrücke 3 Standort KG: Ampaß | Das barocke Mariahilffresko in ovaler Rahmung mit Inschriftenkartusche befand sich im zweiten Obergeschoß des Hauses Haller Innbrücke 3. Die Häuser Haller Innbrücke 3 bis 1 bildeten eine stadtartige Häuserzeile, die 2012 abgetragen und durch einen Neubau ersetzt wurde. Das viergeschoßige, zweiachsige Gebäude mit Satteldach und einfachem Bundwerkgiebel über einem Seitenflurgrundriss hatte einen über zwei Stockwerke reichenden, dreiseitigen Erker. | BDA-Hist.: Q106647007 Status: Bescheid Stand der BDA-Liste: 2016-06-21 Name: Mariahilf-Fresko GstNr.: 1303/2 |